# Quispamsis
Quispamsis is een plaats (town) in de Canadese provincie New Brunswick, gelegen in het zuidoosten van Canada, en telt 13.757 inwoners (2001). De oppervlakte bedraagt 58,89 km².
De plaats ligt ongeveer 20 km ten noordoosten van Saint John, de grootste stad van de Canadese provincie New Brunswick .